# مزرعه رکن‌آباد
مزرعه رکن‌آباد یک منطقهٔ مسکونی در ایران است که در دهستان رودبار شهرستان واقع شده‌است.